# Hekou (Dongying)

Xianhe, Botanischer Garten

Hekou (chinesisch 河口区, Pinyin Hékǒu Qū ‚Stadtbezirk Hekou‘) ist ein Stadtbezirk der ostchinesischen Provinz Shandong. Er gehört zum Verwaltungsgebiet der bezirksfreien Stadt Dongying. Hekou hat eine Fläche von 2.139 km² und zählt 247.595 Einwohner (Stand: Zensus 2010).

## Administrative Gliederung
Auf Gemeindeebene setzt sich der Stadtbezirk aus einem Straßenviertel, drei Großgemeinden und drei Gemeinden zusammen. 